# Triaspis flavofacies
Triaspis flavofacies är en stekelart som beskrevs av Papp 1999. Triaspis flavofacies ingår i släktet Triaspis och familjen bracksteklar. Inga underarter finns listade i Catalogue of Life.